# Wyżyna Szottów
Wyżyna Szottów (arab. الهضاب العليا = Al-Hidab al-Ulja, fr. Hauts Plateaux albo Meseta d'Oran) – śródgórska wyżyna w paśmie gór Atlas, w Algierii, między Atlasem Tellskim a Saharyjskim. Leży na wysokościach 750–1000 m n.p.m. Charakteryzuje się klimatem półsuchym. W porze deszczowej tworzy się wiele jezior okresowych, szottów, od których nazwano wyżynę. Przeważa suchy step i halofity.